# 京都伝統工芸大学校
京都伝統工芸大学校（きょうとでんとうこうげいだいがっこう）とは、京都府南丹市園部町二本松にある私立専修学校。伝統工芸を学ぶことができる。通称は「TASK」。

## 概要

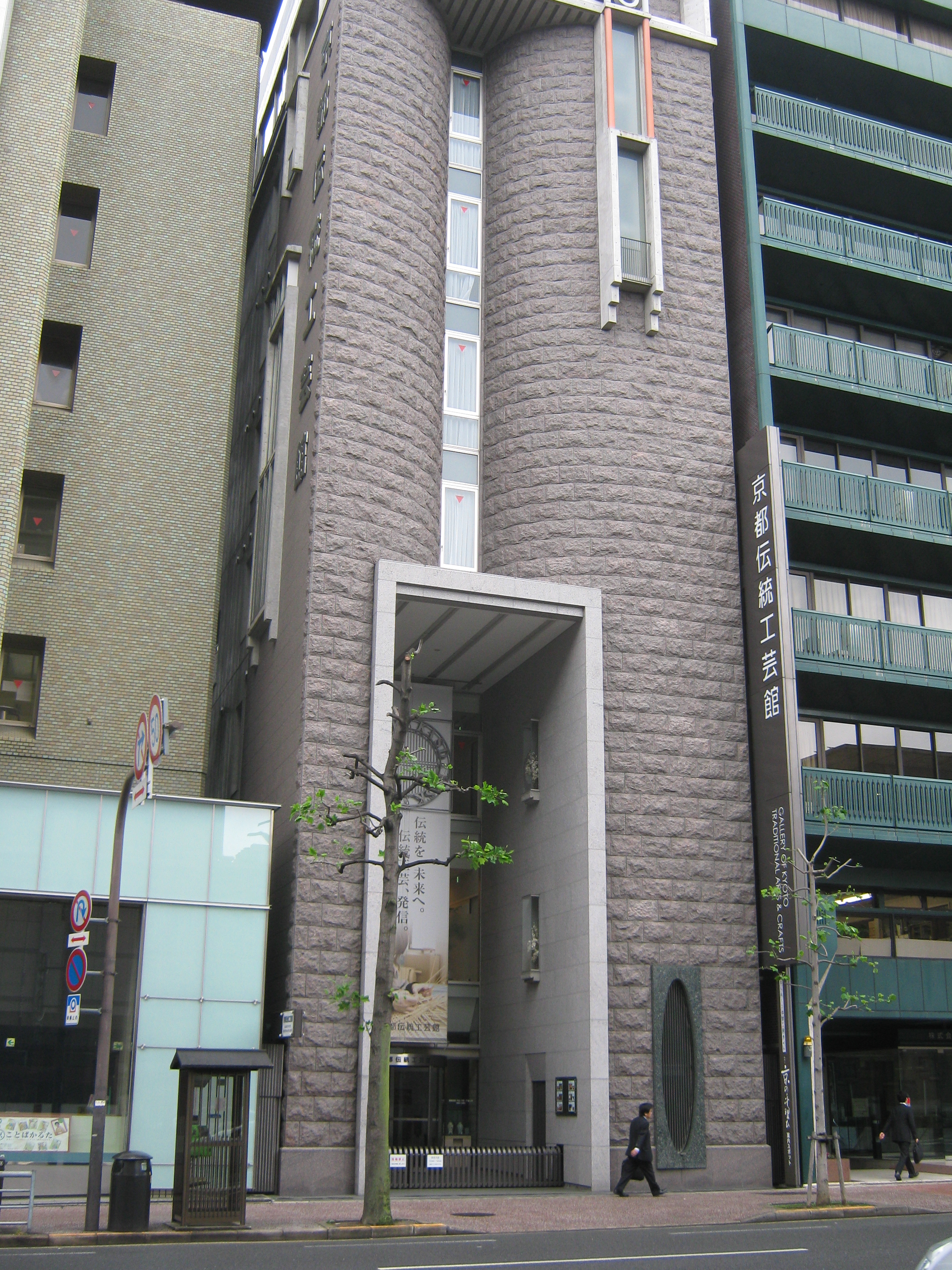
京都伝統工芸館、京都建築大学校と京都伝統工芸大学校が設置、京都市中京区烏丸通御池下ル

1995年（平成7年）に京都伝統工芸専門校として開校。経済産業省より「伝統的工芸品産業の振興に関する法律」に基づく認定支援計画を受ける財団法人が連携・支援する教育機関である。

## 沿革
- 1990年（平成2年） - 京都府より学校法人二本松学院の設立認可
- 1993年（平成5年） - 学校法人二本松学院が財団法人京都伝統工芸産業支援センターの設立に参画
- 1995年（平成7年） - 財団法人京都伝統工芸産業支援センターが設置者となり、京都伝統工芸専門校として開校（工芸専門課程・工芸科）
- 1996年（平成8年） - 工芸専門課程を伝統工芸科に変更し、総合工芸、陶芸専門の2コースを設ける
- 2000年（平成12年） - 京都府より京都伝統工芸専門校の専修学校への校種変更認可
- 2001年（平成13年） - 京都伝統工芸専門学校に改称
- 2002年（平成14年） - 卒業生に対する専門士称号の付与認可
- 2004年（平成16年） - 放送大学連携事業をはじめる（放送大学連携協力校に指定）
- 2005年（平成17年） - 学校設置者を学校法人二本松学院に変更。京都府教育委員会受託事業（現職教職員長期研修等）を開始
- 2006年（平成18年） - 和紙工芸専攻を開設
- 2007年（平成19年） - 校名を〈専〉京都伝統工芸大学校に改称。高度専門課程（4年制）を開設
- 2008年（平成20年） - 〈専〉京都伝統工芸大学校に伝統工芸学科を開設
- 2011年（平成23年） - エコール・ブール国立工芸学校、アトリエ・アール・ド・フランスと提携
- 2012年（平成24年） - 高度専門課程、デザイン特修コースの募集を一時停止。漆工芸専攻と蒔絵専攻を統合して漆工芸（髹漆・蒔絵）コース開設。授業時間が1コマ50分から90分となる
- 2013年（平成25年） - 漆工芸（髹漆・蒔絵）コースを漆工芸専攻、蒔絵専攻に再編
- 2014年（平成26年） - 文部科学大臣より「職業実践専門課程」認定。勤労学生、社会人学生向けに単位制課程（3年制・4年制）を設置。京都美術工芸大学の科目履修、本校から同大学への3年次編入学が可能となる
- 2015年（平成27年） - 高度専門課程の募集を再開。デザイン特修コースを工芸クリエイターコースへ名称変更の上で募集を再開
- 2016年（平成28年） - 京手描友禅専攻を開設
- 2017年（平成29年） - 学校法人二本松学院創立25周年。単位制課程を募集停止。3年制の工芸クリエーターコース（旧・デザイン特修コース）を設置
- 2018年（平成30年） - 各専攻の3年制課程発足

## 所在地
- 京都府南丹市園部町二本松1-1

その他、校舎周辺に学生寮が複数ある。

## 設置学科
- 伝統工芸学科
  - 高度専門課程
    - 工芸コース（4年制）
    - 工芸クリエイターコース（4年制）
    - デザイン特修コース（4年制）　廃止　→　2015年度から工芸クリエイターコースに
    - 小学校教員養成コース（4年制）　廃止

  - 専門課程
    - 工芸コース（3年制、2年制）

以上のコースの元に下記の専攻を設置する。
- 陶芸専攻
- 木彫刻専攻
- 仏像彫刻専攻
- 木工芸専攻
- 金属工芸専攻
- 漆工芸専攻
- 蒔絵専攻
- 竹工芸専攻
- 石彫刻専攻
- 和紙工芸専攻
- 京手描友禅専攻（2016年4月に開設）[1]

## 教育
- 放送大学の授業と並行して学習することで学士（教養）を取得可能。放送大学の授業は学内で受講可能。
- 同じ園部キャンパス内にある京都美術工芸大学付属図書館を利用できる。工芸関連の蔵書が約1万冊以上。

## 施設
1〜9号館というように校地内に9つの校舎があり、主な施設として次のようなものがある。
- 2号館･･･ローソンがある。
- 3号館･･･木彫刻専攻、仏像彫刻専攻、手描き友禅専攻、茶室、多目的ホール。
- 4号館･･･木工芸専攻、絵付け実習室、木工芸実習室
- 5号館･･･造形演習教室、金属工芸専攻、デッサン実習センター、放送大学学習センター
- 6号館･･･日本画、工芸デザイン教室、学生寮
- 7号館･･･カフェテラス（食堂）
- 9号館･･･石工芸実習場(現在は機械室)、和紙工芸実習室

なお、このほかに学生用の駐車場、校地周辺に学生寮、都島工芸美術館（休館中）がある。

## 対外関係
- トレント・イスティトゥート・ヴィットーリア校（イタリア）、エコール・ブール国立工芸学校（フランス）と交換留学プログラム開始と交換留学協定を結んでいる。

## 公式サイト
- 〈専〉京都伝統工芸大学校公式サイト